# Nodaria dubiefae
Nodaria dubiefae là một loài bướm đêm trong họ Noctuidae.